# Tukuran
Tukuran (Bayan ng Tukuran) är en kommun i Filippinerna. Kommunen ligger på ön Mindanao, och tillhör provinsen Zamboanga del Sur. Folkmängden uppgår till 33 747 invånare.

## Bildgalleri

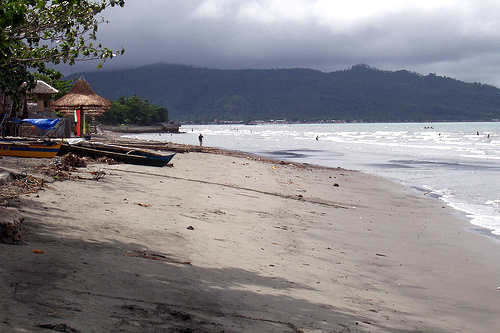
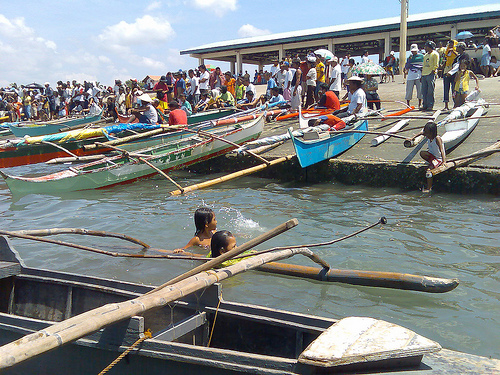
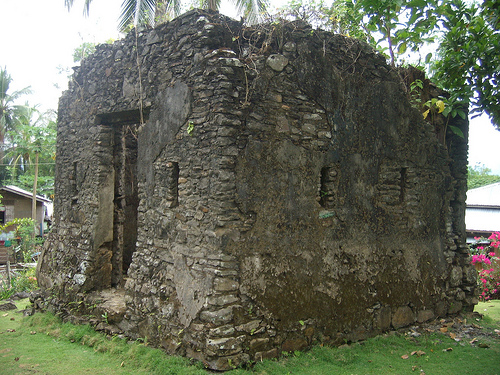
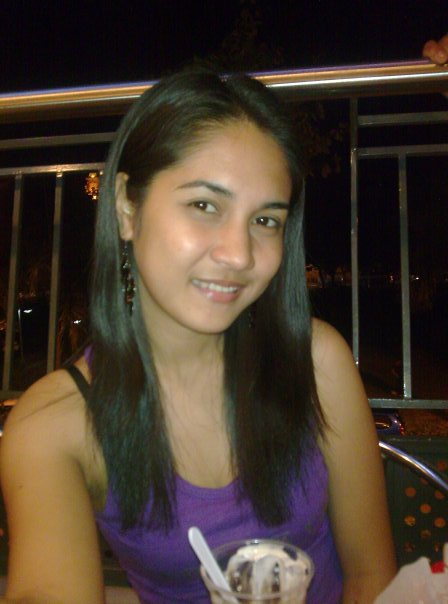

## Barangayer
Tukuran är indelat i 25 barangayer.
| - Alindahaw - Baclay - Balimbingan - Buenasuerte - Camanga - Curvada - Laperian - Libertad - Lower Bayao - Luy-a - Manilan - Manlayag - Militar | - Navalan - Panduma Senior - Sambulawan - San Antonio - San Carlos (Pob.) - Santo Niño (Pob.) - Santo Rosario - Sugod - Tabuan - Tagulo - Tinotungan - Upper Bayao |